# Kid il monello del West
Kid il monello del West è un film del 1973 diretto da Tonino Ricci con lo pseudonimo di Tony Good.

## Trama
I bambini di River City, per i loro giochi, sono soliti recarsi a Torqual, una città mineraria abbandonata. Sono capeggiati da Kid, il più sfrenato della sbrigliata compagnia. Ed è Kid che un giorno, rimasto casualmente dietro il bancone del saloon di questa città, all'arrivo di Espartad e Comanchero, ascolta le conversazioni di costoro con il Capitano. Rubando l'idea a questi banditi e con l'intenzione di compiere una prodezza, Kid organizza lo svaligiamento della banca di River City ripromettendosi di restituire il bottino. Introdottisi astutamente nella banca, Kid e gli altri aprono la cassaforte con la dinamite e portano i lingotti d'oro custoditivi a Torqual. Il direttore della banca, Person, promette 5.000 dollari per il ricupero del bottino. Kid e i suoi trascinandosi dietro lo sbigottito sceriffo, neutralizzano l'azione del Capitano tendente a impadronirsi dell'oro; consegnano i banditi alla giustizia; regalano i soldi della loro taglia a Mackenzie che, senza questo aiuto, avrebbe dovuto cedere i suoi terreni all'usuraio Wilson, con rovina di tutti i piantatori delle zone circostanti.